# Comment le Grinch a volé Noël !
Pour les articles homonymes, voir Le Grincheux qui voulait gâcher Noël et Le Grinch.
Pour plus de détails, voir Fiche technique et Distribution.
Comment le Grinch a volé Noël ! (How the Grinch Stole Christmas!), ou Le Grincheux, est un dessin animé de Noël américain spécial de 26 minutes produit en 1966 par Chuck Jones et adapté du livre Le Grincheux qui voulait gâcher Noël (How the Grinch Stole Christmas!) écrit par Theodor Seuss Geisel en 1957.

## Synopsis
La préparation de Noël bat son plein dans la petite ville de Douville.
Tous les habitants frémissent de bonheur à l'approche de la grande fête, sauf le Grincheux, créature verte et recouverte de poils bien décidée à gâcher les festivités depuis qu'il a été forcé à l'exil.

## Fiche Technique
- Titre original : How the Grinch Stole Christmas !
- Titre français : Le Grincheux qui voulait gâcher Noël puis Comment le Grinch a volé Noël !
- Producteurs : Chuck Jones et Ted Geisel
- Réalisateur : Chuck Jones
- Co-réalisateur : Ben Washam
- Chansons:
  - Paroles du Dr Seuss
  - Musique d' Albert Hague
- Musique et orchestre : Eugene Poddany
- Conception de la production : Maurice Noble
- Animations : Ben Washam , Ken Harris , Lloyd Vaughan , Richard Thompson , Don Towsley , Tom Ray et Philip Roman
- Layout : Oscar Dufau et Don Morgan
- Décors : Philip DeGuard, Bob Inman et Hal Ashmead
- Graphismes : Don Foster
- Scénario : Irv Spector et Bob Ogle
- Montage : Lovell Norman et John Young
- Directeur de production : Earl Jonas
- Directeur de production : Les Goldman
- Budget : 315 000 $
- Dates de sortie : 
  - États-Unis : 18 décembre 1966 (télévision, ABC)
  - France : décembre 2000 (télévision, Cartoon Network)

## Distribution
- Boris Karloff (VF : Jean Martinelli) : Le Grinch (Le Grincheux en VF) / le narrateur
- June Foray : Cindy Lou Who
- Dal McKennon : Max
- Thurl Ravenscroft : la voix du chanteur

## Diffusion
Ce dessin animé semble être arrivé en France lors de sa diffusion sur Cartoon Network dans ses émissions spéciales Noël en 2000 jusqu'en 2008 sous le nom Le Grincheux.

## Sorties vidéos
- VHS sortie en décembre 2000 (supposition) sous le nom de "Le Grincheux qui voulait gâcher Noël"

- DVD sortie le 7 novembre 2001 par Warner Home Vidéo. Et la deuxième beaucoup plus récente étant une édition spéciale sortie le 5 décembre 2018 par le même éditeur.

- DVD sortie le 5 décembre 2018 qui a d'ailleurs en bonus 2 autres courts-métrages du grinch : Halloween is the grinch night (1977) et The Grinch grinches the Cat in the Hat (1982), tous les deux étant disponibles aussi en version française.

## Commentaires
- Ce dessin animé, déjà tiré d'un livre de 1957, fut, en 2000, adapté au cinéma avec le film Le Grinch. Même chose en 2018, cette fois en animation par les studios Illumination.

- Dans l'usage populaire, le terme « grincheux » a été dérivé de son usage initial[1] et est parfois utilisé pour désigner quelqu'un qui n'aime pas Noël ou les festivités s'y rattachant. Par exemple : « Nicolas Lauzier est tout un grincheux! »
- C'est dans ce court-métrage que le Grinch apparaît pour la première fois avec sa couleur verte car dans le livre il avait un pelage blanc.
- C'est la première adaptation d'une œuvre du Dr. Seuss.
- Il a fallu 6 mois pour animer entièrement ce court-métrage.
- Il y a 12 dessins par seconde soit 17 000 en tout !
- Pour faire les bruitages lors de la scène où le Grinch scie des bouts de la corne de Max, c'est le bruit de simples violons.
- Pour faire les bruitages lors de la scène où le Grinch marche sur la neige, c'est le bruit de quelqu'un en train de manger des chips.
- Pour faire les bruitages lors de la scène où le Grinch descend par la cheminée, c'est le bruit d'un marqueur utilisé sur un ballon de baudruche.
- Pour faire les bruitages lors de la scène où le Grinch balance ses sacs remplis sur le toit par la cheminée, c'est le bruit de quelqu'un qui mange une pomme.
- Boris Karlof, interprète du Grinch et du narrateur en version originale, est le seul acteur à être crédité au générique.
- Ce dessin animé était le plus cher à son époque avec un budget de 315 000 dollars.
- Si Chuck Jones, réalisateur du dessin animé l'avait adapté tel qu'il est dans le livre original, le court-métrage n'aurait duré que 12 minutes.
- Aux États-Unis, le dessin animé est culte et est diffusé chaque année pendant la période des fêtes et, à chaque diffusion, il y a environ 15 millions de téléspectateurs.
- La scène où le Grinch fait un grand sourire au pied du lit des enfants a été coupé lors de chaque diffusion jusqu'en 1985 car elle était jugée comme faisant peur aux enfants.
- À ce jour, ce dessin animé a été référencé plus de 150 fois dans des épisodes télévisés et films.
- Le Grinch a été classé 5e personnage le plus grincheux du dessin animé par le magazine TV Guide.
- La journée nationale du Grinch est le 1er décembre.